# Chorąży marynarki
Chorąży marynarki (chor. mar.) – wojskowy stopień podoficerski w polskiej Marynarce Wojennej, odpowiadający chorążemu w Wojskach Lądowych i Siłach Powietrznych. Jego odpowiedniki znajdują się także w marynarkach wojennych innych państw.

## Geneza
Termin „chorąży” został zapożyczony przez floty wojenne z wojsk lądowych. Początkowo, podobnie jak i inne stopnie wojskowe chorąży był tytułem i dotyczył funkcji sprawowanych na okręcie. W hierarchii został umiejscowiony pomiędzy bosmanem, a porucznikiem. Chorążowie sprawowali funkcje nawigatorów, artylerzystów, kapelanów, cyrulików, płatników oraz zajmowali inne pomocnicze stanowiska na okrętach. W XVII wieku tytuł chorążego przekształcił się w stopień wojskowy.

## Użycie
W 1932 roku w polskiej Marynarce Wojennej stopień podoficerski chorążego marynarki został przekształcony z istniejącego wcześniej stopnia wojskowego bosman floty. W latach 1932–1957 znajdował się pomiędzy starszym bosmanem, a podporucznikiem marynarki. Od 1945 do 1957 był najniższym stopniem oficerskim w „ludowej” Marynarce Wojennej. W 1957 zniesiono stopień wojskowy chorążego marynarki, a od 1963 pojawił się on ponownie w związku z utworzeniem korpusu chorążych. Został umiejscowiony między starszym bosmanem, a starszym chorążym marynarki. W 1967 poniżej chorążego marynarki utworzono w hierarchii stopnień młodszego chorążego marynarki. W 2004 zlikwidowano korpus chorążych, a jego stopnie przeniesiono do korpusu podoficerów. Od momentu powstania chorąży marynarki jest odpowiednikiem chorążego. 
Stopień wojskowy chorążego marynarki jest zaszeregowany dla grupy uposażenia nr 8, a w kodzie NATO określony jest jako OR-08.
| Oznaki stopnia: 1932–1939 |             |
| czapka garnizonowa        |             |
| insygnia                  | naramiennik |
| „lewy przód”              |             |

| Oznaki stopnia: 1940–1945                    |
| Polska Marynarka Wojenna w Wielkiej Brytanii |
| Naramiennik                                  |
|                                              |

| Oznaki stopnia: 1945–1952 |
| Ludowa Marynarka Wojenna  |
| czapka garnizonowa        |
| Naramiennik               |
|                           |

| Oznaki stopnia: 1952–1957 |             |           |
| czapka garnizonowa        |             |           |
| insygnia                  | naramiennik | dodatkowy |
| „lewy przód”              |             |           |

| Oznaki stopnia: 1963–1967 |             |
| czapka garnizonowa        |             |
| insygnia                  | naramiennik |
| „lewy przód”              |             |

| Oznaki stopnia: od 1967 |             |
| czapka garnizonowa      |             |
| insygnia                | naramiennik |
| „lewy przód”            |             |